# Romano Nieders
Romano Nieders (* 20. Jänner 1934 in Graz; † 7. Jänner 2013 in Münster) war ein österreichischer Opernsänger (Bass).

## Leben
Nieders studierte Gesang an der Akademie für Musik und Darstellende Kunst in Graz. Sein Debüt als Opernsänger gab er in seiner Heimatstadt am Opernhaus Graz. Nieders trat dort als Bass, Bassbariton und Bass-Buffo in Opern, aber auch in verschiedenen Operetten auf. In der Spielzeit 1964/65 sang er dort neben Dorit Hanak (als Veilchen) den Moret in der Operette Das Veilchen von Montmartre von Emmerich Kálmán.
Von 1966 bis 1972 war Nieders festes Ensemblemitglied an den Städtischen Bühnen Münster. Von 1972 bis 1980 gehörte er dem Opernensemble des Stadttheaters Bremerhaven an. Danach kehrte er nach Münster zurück, wo er nach dem Ende seines Festengagements (1985) auch weiterhin von 1986 bis 1988 noch als Gast auftrat. 
Nieders sang in Münster und Bremerhaven schwerpunktmäßig das seriöse Bass-Fach, übernahm jedoch immer wieder auch komische Rollen in Opern (so in Die lustigen Weiber von Windsor) und in Operetten (Eine Nacht in Venedig als Testaccio; Der Bettelstudent). Im Juni 1968 wirkte er in Münster, neben Martha Mödl, als Balladensänger in der deutschsprachigen Erstaufführung der Oper Gloriana von Benjamin Britten mit. In den 1980er Jahren sang er dort unter anderem Pater Guardian in Die Macht des Schicksals (Premiere: Oktober 1980), Baron Ochs auf Lerchenau in Der Rosenkavalier (Premiere: Dezember 1982), den er zuvor auch in Bremerhaven gesungen hatte, weiters Landgraf Hermann in Tannhäuser (Premiere: September 1983), die Titelrolle in Boris Godunow (Premiere: Dezember 1983), Osmin in Die Entführung aus dem Serail (Spielzeit 1983/84), Rocco in Fidelio (Premiere: August 1984) und Komtur in Don Giovanni (Premiere: Januar 1988). 
Insbesondere der Boris gehörte zu seinen Glanzrollen. Erfolgreich war er in der Spielzeit 1984/85 auch in der Titelrolle der frühen Verdi-Oper Attila (Premiere: Dezember 1984); er „setzte sich und seinen martialischen hohen Baß [...] ebenso eindrucksvoll wie wohltuend in Szene“. In der Spielzeit 1985/86 war er, als „«schwarzer Bassist» mit baritonaler Grundierung“, der „sich in den Mittelpunkt [der Aufführung] singende“ Kaspar in einer Neuinszenierung der Oper Der Freischütz.
Nieders’ Repertoire umfasste insgesamt rund 100 Rollen. 
In Spielzeit 1979/80 sang er am Stadttheater Bremerhaven den Rat Crespel in einer Neuinszenierung von Hoffmanns Erzählungen (Premiere: Februar 1980, Regie: Peter Grisebach) und zeigte in seiner Rolle eine „gelungene Charakterstudie“. In der Spielzeit 1980/81 gastierte er am Stadttheater Bremerhaven als „stimmkräftiger“ König Philipp, der „sehr überlegen in seiner Gesamtdarstellung war“, in einer Neuinszenierung der Verdi-Oper Don Carlos (Premiere: Oktober 1981). In der Spielzeit 1981/82 wirkte er am Stadttheater Bremerhaven außerdem als Baron Ochs in einer Rosenkavalier-Neueinstudierung (Premiere: Februar 1982) mit; seine Darstellung legte er dabei jedoch zu sehr als „derb-deftige Landadel-Klamotte“ an. In der Spielzeit 1983/84 gastierte er am Landestheater Innsbruck ebenfalls als Baron Ochs. In der Spielzeit 1984/85 gastierte er am Teatro La Fenice in Venedig. Er sang dort, neben Sylvia Sass als Grete, den Dr. Vigelius in der Oper Der ferne Klang. In der Spielzeit 1986/87 gab er im November 1986 sein Debüt an der Metropolitan Opera in New York City als Baron Ochs auf Lerchenau in der Oper Der Rosenkavalier.
Nieders gastierte unter anderem an der Oper Köln, in Hamburg, am Theater Bremen, am Staatstheater Braunschweig, beim Flandern-Festival in Gent, in Belgrad und Zagreb (1987, als Hunding in Die Walküre). In der Spielzeit 1985/86 trat er am Landestheater Innsbruck in den Rollen „Mönch“ und „Großinquistor“ in einer Neuinszenierung von Don Carlos auf. Im März 1986 sang er im Palais des Beaux-Arts in Brüssel das Bass-Solo im Verdi-Requiem. Im Februar 1987 sang er dort das Bass-Solo in Rossinis Stabat Mater.
1988 zog sich Nieders aufgrund einer schweren Krankheit von der Opernbühne zurück; er lebte anschließend zurückgezogen in Münster.